# Gedeon Brolnicki
Gedeon Brolnicki herbu Gozdawa (ur. 1528, zm. 1618) – duchowny greckokatolicki, archimandryta ławryszewski.
Nominowany 26 maja 1601 na arcybiskupa połockiego, święcenia biskupie przyjął 6 sierpnia 1601 roku.
Był sygnatariuszem aktu unii brzeskiej w 1596 roku.